# Мехия, Кевин
Кевин Мехия Кастильо (исп. Kevin Mejía Castillo; 5 мая 1995, Тела, Гондурас) — гондурасский борец вольного и греко-римского стиля, победитель и призёр Панамериканских чемпионатов, призёр Панамериканских игр.

## Карьера
В апреле 2013 года в финале Панамериканского чемпионата в Панаме проиграл Ясмани Луго из Кубы, став серебряным призёром. 7 сентября 2015 года в Лас-Вегасе на чемпионате мира он уступил в 1/16 финала итальянцу Дайгоро Тимончини, заняв в итоговом протоколе 24 место. 28 февраля 2024 года на Панамериканском квалификационном олимпийском турнире, проходившем в Акапулько, он завоевал лицензию для Гондураса на летние Олимпийские игры 2024 года, которые пройдут в Париже.

## Достижения
- Центральноамериканские игры 2010 (вольная) — ;
- Панамериканский чемпионат по борьбе 2013 — ;
- Центральноамериканские игры 2013 — ;
- Центральноамериканские игры 2013 (вольная) — ;
- Центральноамериканские и Карибские игры 2014 — ;
- Центральноамериканские и Карибские игры 2014 (вольная) — ;
- Южноамериканские игры 2014 — ;
- Панамериканские игры 2015 — ;
- Панамериканский чемпионат по борьбе 2016 — ;
- Центральноамериканские игры 2017 — ;
- Центральноамериканские игры 2017 (вольная) — ;
- Панамериканский чемпионат по борьбе 2018 — ;
- Центральноамериканские и Карибские игры 2018 — ;
- Панамериканский чемпионат по борьбе 2019 — ;
- Панамериканские игры 2019 — ;
- Панамериканский чемпионат по борьбе 2021 — ;
- Панамериканский чемпионат по борьбе 2022 — ;
- Панамериканский чемпионат по борьбе 2023 — ;
- Центральноамериканские и Карибские игры 2023 — ;
- Панамериканские игры 2023 — ;

## Личная жизнь
Его брат Джефрин Мехия также является борцом.